# Sounds from Nowheresville
Sounds from Nowheresville é o segundo álbum de estúdio da dupla inglesa The Ting Tings, lançado em 24 de fevereiro de 2012 pela Columbia Records. A banda lançou duas músicas antes de seu lançamento, "Hang It Up" e "Silence". Embora o single "Hands" lançado em 2010, foi originalmente relatado, não aparece no álbum, a dupla confirmou no Twitter que iria aparecer na edição de luxo do álbum (Deluxe edition). A banda revelou que eles desmantelaram um álbum completo após "stumbl[ing] sobre este novo som" durante uma visita à Espanha.
A banda lançou um concurso chamado "Mostre-nos seu trabalho", que deu a oportunidade de criar arte e vídeos para mostrar a banda a artistas e designers gráficos. Uma peça de arte pelo artista Milan Abad mostrou Katie White e Jules De Martino como esqueletos, que chamaram a atenção da banda e, finalmente, tornou-se obras de arte do álbum. White declarou que outras entradas ficaria a inserção de álbum.

## Singles
O videoclipe de "Hang It Up" foi carregado para o canal do YouTube da dupla em 18 de outubro de 2011. "Hang Up" foi lançado digitalmente em 27 de dezembro de 2011, a primeira música que eles tinham lançado desde "Hands" em outubro de 2010.
O vídeo para a versão remix da música "Silence" por Bag Raiders foi carregado para o canal da banda no YouTube em 21 novembro de 2011

## Faixas
| Edição padrão  |                     |         |  |
| N.º            | Título              | Duração |  |
| 1.             | "Silence"           | 3:47    |  |
| 2.             | "Hit Me Down Sonny" | 2:51    |  |
| 3.             | "Hang It Up"        | 3:12    |  |
| 4.             | "Give It Back"      | 3:36    |  |
| 5.             | "Guggenheim"        | 3:57    |  |
| 6.             | "Soul Killing"      | 3:17    |  |
| 7.             | "One by One"        | 3:46    |  |
| 8.             | "Day to Day"        | 3:34    |  |
| 9.             | "Help"              | 3:01    |  |
| 10.            | "In Your Life"      | 2:58    |  |
| Duração total: | Duração total:      | 33:59   |  |

| Edição de luxo |                                                 |         |  |
| N.º            | Título                                          | Duração |  |
| 11.            | "Silence" (Bag Raiders Remix)                   | 4:21    |  |
| 12.            | "Hang It Up" (Inertia Remix)                    | 3:58    |  |
| 13.            | "Give It Back" (Demo)                           | 4:24    |  |
| 14.            | "Hang It Up" (Abacus & Vargas 'Predator' Remix) | 3:36    |  |
| 15.            | "Hands"                                         | 3:20    |  |
| 16.            | "Guggenheim" (Andy Taylor 'Got It Right' Remix) | 4:14    |  |
| 17.            | "Hang It Up" (Shook Remix)                      | 4:38    |  |
| 18.            | "Ain't Got Shit"                                | 4:01    |  |
| 19.            | "Hang It Up" (CKB Remix)                        | 5:57    |  |
| Duração total: | Duração total:                                  | 72:28   |  |

## Posições
| Posições (2012)                           | Melhores posições |
| ----------------------------------------- | ----------------- |
| Austrália (Australian Albums Chart)       | 51                |
| Austria (Austrian Albums Chart)           | 30                |
| Bélgica (Belgian Albums Chart) (Flanders) | 67                |
| Bélgica (Belgian Albums Chart) (Wallonia) | 46                |
| Holanda (Dutch Albums Chart)              | 53                |
| França (French Albums Chart)              | 59                |
| Alemanha (German Albums Chart)            | 50                |
| Irlanda (Irish Albums Chart)              | 44                |
| Escócia (Scottish Albums Chart)           | 29                |
| Espanha (Spanish Albums Chart)            | 100               |
| Suiça (Swiss Albums Chart)                | 12                |
| Reino Unido (UK Albums Chart)             | 23                |

## Histórico de lançamento
| País           | Data                    | Gravadora        |
| -------------- | ----------------------- | ---------------- |
| Austrália      | 24 de fevereiro de 2012 | Sony Music       |
| Alemanha       | 24 de fevereiro de 2012 | Sony Music       |
| Irlanda        | 24 de fevereiro de 2012 | Columbia Records |
| Reino Unido    | 27 de fevereiro de 2012 | Columbia Records |
| Itália         | 6 de março de 2012      | Sony Music       |
| Estados Unidos | 13 de março de 2012     | Columbia Records |
| Japão          | 28 de março de 2012     | Sony Music       |